# Enzo Dara
Enzo Dara (Mantova, 13 ottobre 1938 – Mantova, 25 agosto 2017) è stato un basso italiano, specializzato nei ruoli di buffo.

## Biografia
Il debutto nell'opera avviene a Fano nel 1960 come Colline nella Bohème pucciniana. È invece a Reggio Emilia nel 1967 che, interpretando Don Bartolo ne Il barbiere di Siviglia, prende coscienza a pieno della propria vis comica.
Al Festival dei Due Mondi di Spoleto nel 1969 è Mustafà ne L'italiana in Algeri, e alla Scala, due anni dopo, è di nuovo Don Bartolo nell'edizione del Barbiere di Siviglia diretta da Claudio Abbado. In tournée, sempre con la Scala, alla Royal Opera House di Londra nel 1976 è Dandini ne La Cenerentola.
È ancora Don Bartolo al Metropolitan Opera di New York nel 1982. Altri teatri in cui ha cantato sono la Staatsoper di Vienna, l'Opéra national de Paris, il Liceu di Barcellona, l'Opéra di Monte Carlo, l'Opera di Houston. È stato inoltre il primo Barone di Trombonok nella ripresa moderna de Il viaggio a Reims.
«Le sue doti migliori sono l'agilità vocale, sia nel canto vocalizzato sia soprattutto nella sillabazione veloce», e una comicità innata, «mai debordante».. Grazie all'interpretazione di ruoli come Don Pasquale, Don Bartolo, Don Magnifico, a partire dagli anni settanta rappresenta «una pedina essenziale per la rinascita del belcanto».
Dalla fine degli anni novanta si dedica prevalentemente alla regia teatrale.
Enzo Dara è stato anche scrittore e giornalista pubblicista. Nel 1994 ha dato alle stampe il suo primo libro Anche il buffo nel suo piccolo, raccolta di ricordi, aneddoti e osservazioni sul mondo del teatro d'opera vissuto prima come appassionato e studente poi come cantante nelle varie fasi della carriera.

## Repertorio
| Ruolo                       | Titolo                      | Autore       |
| --------------------------- | --------------------------- | ------------ |
| Filippo                     | Bianca e Fernando           | Bellini      |
| Maestro di cappella         | Il maestro di cappella      | Cimarosa     |
| Geronimo                    | Il matrimonio segreto       | Cimarosa     |
| Ambrogio                    | Amor rende sagace           | Cimarosa     |
| Don Gregorio Cordebono      | L'ajo nell'imbarazzo        | Donizetti    |
| Sigismondo                  | Il giovedì grasso           | Donizetti    |
| Eustachio                   | I pazzi per progetto        | Donizetti    |
| Dulcamara                   | L'elisir d'amore            | Donizetti    |
| Don Annibale Pistacchio     | Il campanello               | Donizetti    |
| Sulpice                     | La fille du régiment        | Donizetti    |
| Marchese di Boisfleury      | Linda di Chamounix          | Donizetti    |
| Don Pasquale                | Don Pasquale                | Donizetti    |
| Mathieu                     | Andrea Chénier              | Giordano     |
| Tartaglia                   | Le maschere                 | Mascagni     |
| Nardo                       | La finta giardiniera        | Mozart       |
| Don Bartolo                 | Le nozze di Figaro          | Mozart       |
| Don Alfonso                 | Così fan tutte              | Mozart       |
| Buonafede                   | Il mondo della luna         | Paisiello    |
| Bartolo                     | Il barbiere di Siviglia     | Paisiello    |
| Tagliaferro                 | La Cecchina                 | Piccinni     |
| Celio                       | L'amore delle tre melarance | Prokof'ev    |
| Colline                     | La bohème                   | Puccini      |
| Cesare Angelotti Sagrestano | Tosca                       | Puccini      |
| Gianni Schicchi             | Gianni Schicchi             | Puccini      |
| Tobia Mill                  | La cambiale di matrimonio   | Rossini      |
| Tarabotto                   | L'inganno felice            | Rossini      |
| Fabrizio Macrobio           | La pietra del paragone      | Rossini      |
| Gaudenzio                   | Il signor Bruschino         | Rossini      |
| Taddeo Mustafà              | L'italiana in Algeri        | Rossini      |
| Don Geronio                 | Il turco in Italia          | Rossini      |
| Giorgio                     | Torvaldo e Dorliska         | Rossini      |
| Don Bartolo                 | Il barbiere di Siviglia     | Rossini      |
| Dandini Don Magnifico       | La Cenerentola              | Rossini      |
| Barone di Trombonok         | Il viaggio a Reims          | Rossini      |
| Barone di Kelbar            | Un giorno di regno          | Verdi        |
| Simon                       | I quatro rusteghi           | Wolf-Ferrari |

## Discografia
| Anno | Titolo Ruolo                          | Cast                                                                                     | Direttore          | Etichetta           |
| ---- | ------------------------------------- | ---------------------------------------------------------------------------------------- | ------------------ | ------------------- |
| 1971 | Il barbiere di Siviglia Don Bartolo   | Hermann Prey, Teresa Berganza, Luigi Alva                                                | Claudio Abbado     | Deutsche Grammophon |
| 1976 | Andrea Chénier Mathieu                | Plácido Domingo, Renata Scotto, Sherrill Milnes                                          | James Levine       | RCA                 |
| 1977 | Torvaldo e Dorliska Giorgio           | Pietro Bottazzo, Lella Cuberli, Lucia Valentini Terrani                                  | Alberto Zedda      | Cetra               |
| 1978 | L'italiana in Algeri Taddeo           | Lucia Valentini Terrani, Sesto Bruscantini, Ugo Benelli                                  | Gary Bertini       | Akanta              |
| 1979 | L'Italiana in Algeri Taddeo           | Lucia Valentini Terrani, Wladimiro Ganzarolli, Francisco Araiza                          | Gabriele Ferro     | Fonit Cetra         |
| 1980 | La Cenerentola Don Magnifico          | Lucia Valentini Terrani, Francisco Araiza, Alessandro Corbelli                           | Gabriele Ferro     | Fonit Cetra         |
| 1981 | Il turco in Italia Don Geronio        | Samuel Ramey, Montserrat Caballé, Ernesto Palacio                                        | Riccardo Chailly   | CBS                 |
|      | La Cecchina Tagliaferro               | Margherita Rinaldi, Lucia Aliberti, Ugo Benelli                                          | Gianluigi Gelmetti | Warner Fonit        |
|      | Il campanello Don Annibale Pistacchio | Agnes Baltsa, Angelo Romero                                                              | Gary Bertini       | Sony                |
| 1982 | Tosca Sagrestano                      | Raina Kabaivanska, Nazareno Antinori, Nelson Portella                                    | Gabriele Bellini   | Arts                |
|      | Il barbiere di Siviglia Don Bartolo   | Leo Nucci, Marilyn Horne, Paolo Barbacini                                                | Riccardo Chailly   | Sony                |
| 1987 | L'Italiana in Algeri Taddeo           | Agnes Baltsa, Ruggero Raimondi, Frank Lopardo                                            | Claudio Abbado     | Deutsche Grammophon |
| 1988 | Il signor Bruschino Gaudenzio         | Mariella Devia, Alberto Rinaldi, Dalmacio Gonzáles                                       | Donato Renzetti    | Ricordi             |
| 1989 | L'elisir d'amore Dulcamara            | Luciano Pavarotti, Kathleen Battle, Leo Nucci                                            | James Levine       | Deutsche Grammophon |
| 1992 | La Cenerentola Don Magnifico          | Cecilia Bartoli, William Matteuzzi, Michele Pertusi                                      | Riccardo Chailly   | Decca               |
|      | Il viaggio a ReimsBarone di Trombonok | Cheryl Studer, Luciana Serra, Sylvia McNair, Lucio Gallo, Ruggero Raimondi, Samuel Ramey | Claudio Abbado     | Sony Classical      |

## Registrazioni video
| Anno | Titolo Ruolo                           | Cast                                               | Direttore         | Etichetta           |
| ---- | -------------------------------------- | -------------------------------------------------- | ----------------- | ------------------- |
| 1974 | Il barbiere di Siviglia Don Bartolo    | Hermann Prey, Teresa Berganza, Luigi Alva          | Claudio Abbado    | Deutsche Grammophon |
| 1992 | L'elisir d'amore Dulcamara             | Luciano Pavarotti, Kathleen Battle, Juan Pons      | James Levine      | Deutsche Grammophon |
| 1995 | La Cenerentola Don Magnifico           | Cecilia Bartoli, Raúl Giménez, Alessandro Corbelli | Bruno Campanella  | Decca               |
| 2003 | Il viaggio a Reims Barone di Trombonok | Nicola Ulivieri, Mariola Cantarero, Maria Bayo     | Jesús López Cobos | TDK                 |